# ناحیه دالاس سیتی، شهرستان هنکاک، ایلینوی
ناحیه دالاس سیتی (به انگلیسی: Dallas City Township) یک منطقهٔ مسکونی در ایالات متحده آمریکا است که در شهرستان هنکاک، ایلینوی واقع شده‌است. ناحیه دالاس سیتی ۲۰۱ متر بالاتر از سطح دریا واقع شده‌است.